# Palhoça
Palhoça är en stad och kommun i Brasilien och ligger i delstaten Santa Catarina. Staden ingår i Florianópolis storstadsområde och hade år 2014 cirka 154 000 invånare i kommunen.

## Administrativ indelning
Kommunen var 2010 indelad i två distrikt:
- Enseada de Brito
- Palhoça